# Ванденберг, Рене
Рене Ванденберг (нидерл. René Vandenberghe или René Van den Berghe; 5 марта 1887,  коммуна Питтем, провинция Западная Фландрия, Бельгия — 3 июля 1958,  Руселаре, Бельгия) — бельгийский профессиональный шоссейный и трековый велогонщик в 1909-1921 годах. Победитель многодневной велогонки Тур Бельгии (1911).

## Достижения
1908
4-й Льеж — Бастонь — Льеж
1909
1-й — Этап 1 Тур Бельгии
1910
1-й — Этап 1 Тур Бельгии
6-й Париж — Рубе
1911
1-й  Тур Бельгии — Генеральная классификация
1-й — Этапы 2, 3, 5, 6 и 7
5-й Париж — Рубе
9-й Париж — Тур
1912
1-й Шесть дней Брюсселя (трек)
1913
3-й Бордо — Париж
4-й Париж — Тур
6-й Тур Бельгии — Генеральная классификация
1-й — Этап 3
1914
10-й Париж — Тур
1915
2-й Шесть дней Брюсселя (трек)

## Статистика выступлений

### Гранд-туры
| Гранд-тур      | 1911 | 1912 | 1913 | 1914 |
| -------------- | ---- | ---- | ---- | ---- |
| Джиро д’Италия | —    | —    | —    | —    |
| Тур де Франс   | НФ   | 12   | НФ   | 28   |

| —  | Не участвовал  |
| НФ | Не финишировал |